# Melanargia lundbladi
Melanargia lundbladi är en fjärilsart som beskrevs av Felix Bryk 1940. Melanargia lundbladi ingår i släktet Melanargia och familjen praktfjärilar. Inga underarter finns listade i Catalogue of Life.